# José Luis Torres Leiva
José Luis Torres Leiva (né le 2 avril 1975 au Chili) est un réalisateur, monteur et scénariste chilien. Il a notamment remporté le Prix FIPRESCI à Rotterdam avec le film El cielo, la tierra y la lluvia (2008).  Verano (2011), a été présenté en section Orizzonti à Venise puis El viento sabe que vuelvo a casa en section Zabaltegi à Saint-Sébastien en 2016. Il présente dans cette même section le court El sueño de Ana en 2017.

## Filmographie
- 2004 : Ningún Lugar en Ninguna Parte (documentaire)
- 2005 : Obreras saliendo de la fábrica (court-métrage)
- 2007 : El tiempo que se queda
- 2008 : El cielo, la tierra, y la lluvia
- 2010 : Tres semanas después (documentaire)
- 2011 : Verano
- 2012 : Copia imperfecta: para Raúl Ruiz (court-métrage)
- 2013 : Ver y escuchar (documentaire)
- 2013 : 11 habitaciones en Antártica (documentaire)
- 2013 - 2017 : Nada Simple/Todo Simple (télévision, série documentaire : 3 épisodes)
- 2016 : El viento sabe que vuelvo a casa (documentaire)
- 2017 : Contra todos los males del mundo (documentaire)
- 2017 : El Sueño de Ana (court-métrage)
- 2018 : Sobre cosas que me han pasado (court-métrage)
- 2019 : Vendrá la Muerte y Tendrá Tus Ojos